# Peter Littger
Peter Littger (* 14. August 1973 in Aachen) ist ein deutscher Autor, Sprach- und Medienkritiker und Berater für Medieninhalte. 

## Leben
Littger wuchs u. a. in Köln auf. Im Jahr 1990 besuchte er ein Internat in der britischen Hafenstadt Dover. 1992 leistete Littger den Wehrdienst am Bundeswehr-Standort Budel in den Niederlanden und danach im Pressezentrum der Luftwaffe in Köln. Littger studierte antike, mittelalterliche und neuere Geschichte an der Humboldt-Universität zu Berlin und Volkswirtschaft und Nordamerikastudien mit den Schwerpunkten Wirtschaft und Geschichte an der Freien Universität Berlin, u. a. am John-F.-Kennedy-Institut. 2000 studierte er an der London School of Economics and Political Science Soziologie, Massenpsychologie und Literatur mit dem Schwerpunkt Medien und Kommunikation. Er erwarb den akademischen Grad „Master of Science“ (M.Sc.).
2001 wurde Peter Littger Redakteur der Wochenzeitung Die Zeit in Berlin. Er war dort bis zu ihrer Einstellung Ende 2002 für die Medienseite der Zeitung verantwortlich.
Im Frühjahr 2003 trat Littger dem Gründungsteam des späteren Magazins Cicero bei, das der frühere Chefredakteur der Welt, Wolfram Weimer, im Auftrag des Schweizer Verlegers Michael Ringier von Potsdam aus entwickelte. 
Im Jahr 2005 wechselte Littger zum Verlag Gruner+Jahr in Hamburg, um zunächst mit Nikolaus Röttger ein „junges Wirtschaftsmagazin“ zu entwickeln – das Konzept ging später im Titel Business Punk auf. Danach war Littger Gründungsredakteur und Ressortleiter des Magazins Park Avenue. Von 2006 bis 2008 war Littger persönlicher Assistent des „Journalistischen Vorstands“ Angelika Jahr-Stilcken, die damals Miteigentümerin des Verlags war. Von 2008 bis Ende 2009 führte Littger die „Corporate Publishing“ Redaktion der G+J Wirtschaftsmedien, wo er u. a. als Co-Chefredakteur des Kundenmagazins der Wirtschaftsprüfung PricewaterhouseCoopers einen „goldenen CP Award“ gewann. Außerdem verantwortete er redaktionelle Beilagen der Unternehmensberatung McKinsey in der Financial Times Deutschland.
Zwischen 2013 und 2016 schrieb Littger die Kolumne „FluentEnglish“ für Spiegel Online. Darin befasste er sich mit „unserer Lieblingsfremdsprache“, genauer mit den Englischkenntnissen deutschsprachiger Menschen: wie sie die Sprache sprechen und verstehen – und dabei Missverständnisse erzeugen oder selbst Zusammenhänge missverstehen.
Littger beschäftigt sich mit dem Thema der unzureichenden und missverständlichen Beherrschung der englischen Sprache. Er bezeichnete Englisch als eine Art „Muttersprache ohne Mutter“ und als „zwingende Fremdsprache“, die man im Unterschied zu allen anderen Fremdsprachen nicht einfach abwählen oder ignorieren könne. Littger erzählt Geschichten über „lustige und lehrreiche Patzer in unserer Lieblingsfremdsprache“, und er erklärt zugleich Wege zu einem besseren Verständnis und Stil. Dabei stellt er eigene Erfahrungen in der englischsprachigen Welt in den Mittelpunkt und nutzt nicht selten eigene sprachliche Unzulänglichkeiten als Aufhänger. 2015 erschien im Verlag Kiepenheuer & Witsch sein erstes Buch The devil lies in the Detail – Lustiges und Lehrreiches über unsere Lieblingsfremdsprache. Es gelangte schnell auf Platz 1 der Taschenbuchbestseller von Spiegel/Buchreport und in der Bestsellerliste von GfK/Börsenblatt in der Kategorie „Sachbuch Softcover“. Seit Juli 2016 verfasste er zunächst die Kolumne Der Denglische Patient für das Manager Magazin. Im Juni 2018 wechselte Littger mit der Kolumne sowie als Autor anderer Themen zu ntv.
Peter Littger lebt seit 1993 in Berlin.

## Funktionen und Mitgliedschaften
- seit 2007 Dozent an der Hamburg Media School
- seit  2014 Mitglied des Beirats des Master-Studiengangs „Digital Journalism“.[6]
- 1997 bis 2010 Leitung des  „IJP George Weidenfeld Stipendienprogramms“ für deutsche und britische Journalisten sowie die jährliche „IJP Deutsch-Britische Journalistenkonferenz“.
- Vorsitzender und Geschäftsführer der 1911 gegründeten „King Edward VII British-German Foundation“ in London und der „König Eduard VII. Britisch-Deutsche Stiftung“ in Hamburg.
- 2010 war er „Beauftragter des Auswärtigen Amts für deutsch-britische Jugendbeziehungen“.
- Jury-Mitglied im „Bundeswettbewerb Fremdsprachen“.[7]

## Auszeichnungen
- 2002 Pons-Preis für kreative Sprachschöpfer (Klett-Verlag) für den neuen Begriff „Die Teuroristen“, der Bedenkenträger und Nörgler über den Euro sowie die zahlreichen Erfinder, Schöpfer und (Urheberrechts-)Schützer des Begriffs „Teuro“ beschreiben soll.[8]
- 2015 „Goldenes Buch“ (Verlag Kiepenheuer & Witsch) für 100.000 verkaufte Exemplare von The devil lies in the Detail – Lustiges und Lehrreiches über unsere Lieblingsfremdsprache.

## Publikationen
als Autor
- The devil lies in the detail. Kiepenheuer & Witsch, Köln 2015, ISBN 978-3-462-04703-5.
- The devil lies in the detail – Folge 2. Kiepenheuer & Witsch, Köln 2017, ISBN 978-3-462-04904-6.
- Lost in Trainstation – wir versteh'n nur Bahnhof: English made in Germany – das Bilderbuch. Kiepenheuer & Witsch, Köln 2018, ISBN 978-3-462-05167-4
- Hello in the round! Der Trouble mit unserem Englisch und wie man ihn shootet. C.H.Beck, München 2021, ISBN 978-3-406-77764-6

als Herausgeber
- Common Destiny vs. Marriage of Convenience – what do Britons and German want from Europe – gemeinsam mit John F. Jungclaussen, Isobel Finkel, Charlotte Ryland, Berlin/London (KE7 Publishing 2014)
- Republic vs. Monarchy – how sound is your constitution? – gemeinsam mit John F. Jungclaussen, Charlotte Ryland, Berlin/London (KE7 Publishing 2012)

als Mitautor
- Grenzenlos verspielt. Der Medienunternehmer Leo Kirch ist mediengerecht abgetreten in: „Jahrbuch Fernsehen 2003“, Marl (Adolf-Grimme-Institut 2003)
- Einleitung zur deutschen Ausgabe des 9/11 Commission Report, Potsdam (Ringier Publishing 2004)
- Eine Sehenswürdigkeit des Kontinents – Die Feinschmecker-Etage des KaDeWe in Berlin in: „Cotta’s Kulinarischer Almanach No 13 – Thema: Deutschland“, Stuttgart (Klett-Cotta 2005)
- Die Selbstzerstörungsjournalismus. Oder: Wie die nicht-autonome Medienbeobachtung zur autonomen Korrekturinstanz werden kann, in: „Die Selbstbeobachtungsfalle – Grenzen und Grenzgänge des Medienjournalismus“, Wiesbaden (VS Verlag für Sozialwissenschaften 2005)
- Großbritannien, in: „Grundlagen der Medienpolitik – Ein Handbuch“, München (DVA, 2008)
- Die Lage ist sehr schwierig, Interview mit Alan Rusbridger, Chefredakteur des „Guardian“, in: „Wozu noch Zeitungen? Wie das Internet die Presse revolutioniert“, Göttingen (V&R 2009)
- Papier ist geduldig, die Leser ungeduldig (mit Lukas Kircher), in: „Wozu noch Journalismus? Wie das Internet einen Beruf verändert“, Göttingen (V&R 2010)
- Renaissance der Druckerschwärze. Über ,Reverse Publishing' oder warum das gedruckte Wort  wieder in Mode kommt, in: „Jahrbuch für Journalisten 2013“, Salzburg (Verlag Johann Oberauer, 2013)
- Weniger ist verdammt viel mehr. Die niederländische App NRC Reader, in: „Jahrbuch für Journalisten 2014“, Salzburg (Verlag Johann Oberauer, 2014)
- Habermas revisited: Why media digitisation spurs on the idea of a new European public sphere (mit Thierry Chervel und Patrick Smith), in: „Common Destiny vs. Marriage of Convenience – what do Britons and German want from Europe?“, Berlin/London (KE7 Publishing 2014)[9]
- Auch die zehn Gebote waren kein Essay. Die Renaissance der Listicles, in: „Jahrbuch für Journalisten 2015“, Salzburg (Verlag Johann Oberauer, 2015)
- Nonstop Nonsens. Das deutsch-englische Kauderwelsch in den Medien, in: „Jahrbuch für Journalisten 2016“, Salzburg (Verlag Johann Oberauer, 2016)
- Schreiben ohne Buchstaben. Die Digitalisierung wirkt sich auf unsere Sprache aus – und vor allem auf den Text, in: „Jahrbuch für Journalisten 2017“, Salzburg (Verlag Johann Oberauer, 2017)
- Einsamkeit und Rampenlicht. Über das Leben als Autor, in: „Jahrbuch für Journalisten 2018“, Salzburg (Verlag Johann Oberauer, 2018)
- in englischer Sprache: Vorwort/Preface The two Faces of the South, in: „Days gone by. Roadside Photographs of the American South by Jörg Rubbert“, CH-Salenstein (Benteli, 2018)
- Vorwort Der Hofnarr, in: „Royally Incorrect: Die besten Sprüche von Philip, Prinz Fettnapf“, München (C.H. Beck, 2018)

als Übersetzer
- aus dem Englischen: How to use graphic design to sell things, …, London/New York (Thames & Hudson/Harper Design 2015); Deutsche Fassung: „Michael Bierut: Wie man als Grafikdesigner Produkte erfolgreicher verkauft, Dinge besser erklärt, Sachen schöner macht, Leute zum Lachen bringt (oder zum Weinen) – und manchmal sogar die Welt verbessert“, Zürich (Niggli 2015)